# Elecciones estatales de Querétaro de 1991
Las elecciones estatales de Querétaro de 1991 se llevaron a cabo el domingo 18 de agosto de 1991, simultáneamente con las Elecciones federales y en ellas se renovaron los siguientes cargos de elección popular en el estado mexicano de Querétaro:
- Gobernador de Querétaro. Titular del Poder Ejecutivo del estado, electo para un periodo de seis años no reelegibles en ningún caso, el candidato electo fue Enrique Burgos García.
- 18 ayuntamientos. Compuestos por un Presidente Municipal y regidores, electos para un periodo de tres años no reelegibles para el periodo inmediato.
- 15 Diputados al Congreso del Estado. Electos por mayoría relativa en cada uno de los Distrito Electorales.

## Resultados electorales

### Gobernador
| Partido/Alianza | Partido/Alianza                                          | Candidato                 | Candidato                   | Votos   | Porcentaje |
| --------------- | -------------------------------------------------------- | ------------------------- | --------------------------- | ------- | ---------- |
|                 | Partido Acción Nacional                                  |                           | Arturo Nava Bolaños         | 57,759  | 18.8       |
|                 | Partido Revolucionario Institucional                     |                           | Enrique Burgos García Hecho | 227,258 | 73.8       |
|                 | Partido de la Revolución Democrática                     |                           | Salvador Canchola Pérez     | 7,004   | 2.3        |
|                 | Partido del Trabajo                                      |                           | Salvador Canchola Pérez     | 1,272   | 0.4        |
|                 | Partido Auténtico de la Revolución Mexicana              |                           | Raúl Ugalde Álvarez         | 1,758   | 0.6        |
|                 | Partido Demócrata Mexicano                               |                           | J. Cruz Rivera Pérez        | 2,777   | 0.9        |
|                 | Partido del Frente Cardenista de Reconstrucción Nacional |                           | Enrique Burgos García Hecho | 227,258 | 73.8       |
|                 | Partido Popular Socialista                               |                           | Enrique Pozos Tolentino     | 2,730   | 0.0        |
|                 | Partido Revolucionario de los Trabajadores               |                           | Salvador Canchola Pérez     | 519     | 0.2        |
|                 | Candidatos no registrados                                | Candidatos no registrados | Candidatos no registrados   | 0       | 0.0        |
|                 | Nulos                                                    | Nulos                     | Nulos                       | 0       | 0.0        |

Fuente: Instituto de Mercadotecnia y Opinión

### Ayuntamientos

#### Ayuntamiento de Querétaro
- Alfonso Ballesteros Negrete  Hecho